# Direct Énergie/Saison 2017
Diese Liste beschreibt die Mannschaft und die Erfolge des Radsportteams Direct Énergie in der Saison 2017.

## Erfolge in der UCI WorldTour
Bei den Rennen der UCI WorldTour im Jahr 2017 gelangen dem Team nachstehende Erfolg.
| Datum   | Rennen                   | Sieger           |
| ------- | ------------------------ | ---------------- |
| 8. Juli | 8. Etappe Tour de France | Lilian Calmejane |

## Erfolge in der UCI Africa Tour
Bei den Rennen der UCI Africa Tour im Jahr 2017 gelangen dem Team nachstehende Erfolg.
| Datum                 | Rennen                                  | Kat. | Sieger      |
| --------------------- | --------------------------------------- | ---- | ----------- |
| 28. Februar           | 2. Etappe La Tropicale Amissa Bongo     | 2.1  | Tony Hurel  |
| 3. März               | 5. Etappe La Tropicale Amissa Bongo     | 2.1  | Yohann Gene |
| 27. Februar – 5. März | Gesamtwertung La Tropicale Amissa Bongo | 2.1  | Yohann Gene |

## Erfolge in der UCI Europe Tour
Bei den Rennen der UCI Europe Tour im Jahr 2017 gelangen dem Team nachstehende Erfolge.
| Datum         | Rennen                                 | Kat. | Sieger           |
| ------------- | -------------------------------------- | ---- | ---------------- |
| 3. Februar    | 3. Etappe Étoile de Bessèges           | 2.1  | Lilian Calmejane |
| 5. Februar    | 5. Etappe Valencia-Rundfahrt           | 2.1  | Bryan Coquard    |
| 1.–5. Februar | Gesamtwertung Étoile de Bessèges       | 2.1  | Lilian Calmejane |
| 18. Februar   | 4. Etappe Andalusien-Rundfahrt         | 2.HC | Bryan Coquard    |
| 5. März       | Grand Prix de la Ville de Lillers      | 1.2  | Thomas Boudat    |
| 25. März      | 3. Etappe Settimana Internazionale     | 2.1  | Thomas Boudat    |
| 26. März      | 4. Etappe Settimana Internazionale     | 2.1  | Lilian Calmejane |
| 23.–26. März  | Gesamtwertung Settimana Internazionale | 2.1  | Lilian Calmejane |
| 5. April      | 2. Etappe Circuit Cycliste Sarthe      | 2.1  | Bryan Coquard    |
| 6. April      | 4. Etappe Circuit Cycliste Sarthe      | 2.1  | Lilian Calmejane |
| 7. April      | 5. Etappe Circuit Cycliste Sarthe      | 2.1  | Bryan Coquard    |
| 4.–7. April   | Gesamtwertung Circuit Cycliste Sarthe  | 2.1  | Lilian Calmejane |
| 3. Mai        | 1. Etappe Rhône-Alpes Isère Tour       | 2.2  | Jeremy Cornu     |
| 12. Mai       | 4. Etappe Tour des Hauts-de-France     | 2.HC | Sylvain Chavanel |
| 14. Mai       | 6. Etappe Tour des Hauts-de-France     | 2.HC | Adrien Petit     |
| 20. Mai       | 2. Etappe Vuelta a Castilla y León     | 2.1  | Jonathan Hivert  |
| 21. Mai       | Grand Prix de la Somme                 | 1.1  | Adrien Petit     |
| 19.–21. Mai   | Gesamtwertung Vuelta a Castilla y León | 2.1  | Jonathan Hivert  |
| 24. Mai       | 1. Etappe Belgien-Rundfahrt            | 2.HC | Bryan Coquard    |
| 24. September | Paris–Chauny                           | 1.2  | Thomas Boudat    |

## Zugänge – Abgänge
| Zugänge         | Team 2016              | Abgänge            | Team 2016          |
| --------------- | ---------------------- | ------------------ | ------------------ |
| Jonathan Hivert | Fortuneo-Vital Concept | Guillaume Thévenot | CC Nogent-sur-Oise |
| Paul Ourselin   | Vendée U               |                    |                    |

## Mannschaft
| Teamkader 2017                                   | Teamkader 2017     | Teamkader 2017 | Teamkader 2017                        |
| Name                                             | Geburtsdatum       | Land           | Vorheriges Team                       |
| ------------------------------------------------ | ------------------ | -------------- | ------------------------------------- |
| Ryan Anderson                                    | 22. Juli 1987      | Kanada         | Optum-Kelly Benefit Strategies (2015) |
| Thomas Boudat                                    | 24. Februar 1994   | Frankreich     | Vendée U (2014)                       |
| Lilian Calmejane                                 | 6. Dezember 1992   | Frankreich     | Vendée U (2015)                       |
| Romain Cardis                                    | 12. August 1992    | Frankreich     | Vendée U (2015)                       |
| Sylvain Chavanel                                 | 30. Juni 1979      | Frankreich     | IAM Cycling (2015)                    |
| Bryan Coquard                                    | 25. April 1992     | Frankreich     | Vendée U (2012)                       |
| Jérémy Cornu                                     | 7. August 1991     | Frankreich     | Vendée U (2015)                       |
| Antoine Duchesne                                 | 12. September 1991 | Kanada         | Bontrager (2013)                      |
| Yohann Gène                                      | 25. Juni 1981      | Frankreich     | Vendée U-Pays de la Loire (2004)      |
| Fabien Grellier                                  | 31. Oktober 1994   | Frankreich     | Vendée U (2015)                       |
| Romain Guillemois                                | 28. März 1991      | Frankreich     | Vendée U (2013)                       |
| Jonathan Hivert                                  | 23. März 1985      | Frankreich     | Fortuneo-Vital Concept (2016)         |
| Tony Hurel                                       | 1. November 1987   | Frankreich     | Vendée U (2010)                       |
| Fabrice Jeandesboz                               | 4. Dezember 1984   | Frankreich     | Sojasun (2013)                        |
| Julien Morice                                    | 20. Juli 1991      | Frankreich     | Vendée U (2014)                       |
| Bryan Nauleau                                    | 13. März 1988      | Frankreich     | Vendée U (2013)                       |
| Paul Ourselin                                    | 13. April 1994     | Frankreich     | Vendée U Pays de la Loire (2016)      |
| Adrien Petit                                     | 26. September 1990 | Frankreich     | Cofidis, Solutions Crédits (2015)     |
| Alexandre Pichot                                 | 6. Januar 1983     | Frankreich     | Vendée U-Pays de la Loire (2005)      |
| Perrig Quéméneur                                 | 26. April 1984     | Frankreich     | Vendée U (2007)                       |
| Romain Sicard                                    | 1. Januar 1988     | Frankreich     | Euskaltel Euskadi (2013)              |
| Angélo Tulik                                     | 2. Dezember 1990   | Frankreich     | Vendée U (2011)                       |
| Thomas Voeckler (1. Jan.–23. Jul., Anm.)         | 22. Juni 1979      | Frankreich     | Vendée U-Pays de la Loire (2000)      |
| Mathieu Burgaudeau (1. Aug.–31. Dez., Stagiaire) | 17. November 1998  | Frankreich     |                                       |
| Florian Maitre (1. Aug.–31. Dez., Stagiaire)     | 3. September 1996  | Frankreich     | Direct Énergie (2017)                 |
| Clément Orceau (28. Jul.–, Stagiaire)            | 1. Juli 1995       | Frankreich     | UC Nantes Atlantique (2015)           |
|                                                  |                    |                |                                       |
| Quellen: ProCyclingStats Cycling Quotient        |                    |                |                                       |

Anmerkung: Thomas Voeckler, Karriereende des Sportlers